# Vouhé (Deux-Sèvres)
Vouhé és un municipi francès situat al departament de Deux-Sèvres i a la regió de la Nova Aquitània. L'any 2007 tenia 365 habitants.

## Demografia

### Població
El 2007 la població de fet de Vouhé era de 365 persones. Hi havia 154 famílies de les quals 40 eren unipersonals (28 homes vivint sols i 12 dones vivint soles), 63 parelles sense fills, 43 parelles amb fills i 8 famílies monoparentals amb fills.
La població ha evolucionat segons el següent gràfic:
Habitants censats

### Habitatges
El 2007 hi havia 181 habitatges, 157 eren l'habitatge principal de la família, 15 eren segones residències i 9 estaven desocupats. 180 eren cases i 1 era un apartament. Dels 157 habitatges principals, 131 estaven ocupats pels seus propietaris, 20 estaven llogats i ocupats pels llogaters i 6 estaven cedits a títol gratuït; 2 tenien una cambra, 7 en tenien dues, 25 en tenien tres, 36 en tenien quatre i 88 en tenien cinc o més. 128 habitatges disposaven pel capbaix d'una plaça de pàrquing. A 76 habitatges hi havia un automòbil i a 74 n'hi havia dos o més.

### Piràmide de població
La piràmide de població per edats i sexe el 2009 era:
| Homes | Edats   | Dones |
| ----- | ------- | ----- |
| 0     | 95 o +  | 0     |
| 4     | 90 a 94 | 0     |
| 4     | 85 a 89 | 4     |
| 8     | 80 a 84 | 4     |
| 16    | 75 a 79 | 20    |
| 0     | 70 a 74 | 16    |
| 8     | 65 a 69 | 4     |
| 12    | 60 a 64 | 12    |
| 8     | 55 a 59 | 4     |
| 20    | 50 a 54 | 12    |
| 4     | 45 a 49 | 20    |
| 12    | 40 a 44 | 8     |
| 16    | 35 a 39 | 4     |
| 8     | 30 a 34 | 16    |
| 0     | 25 a 29 | 4     |
| 8     | 20 a 24 | 0     |
| 8     | 15 a 19 | 0     |
| 16    | 10 a 14 | 8     |
| 4     | 5 a 9   | 16    |
| 12    | 0 a 4   | 12    |

## Economia
El 2007 la població en edat de treballar era de 211 persones, 165 eren actives i 46 eren inactives. De les 165 persones actives 148 estaven ocupades (84 homes i 64 dones) i 17 estaven aturades (6 homes i 11 dones). De les 46 persones inactives 24 estaven jubilades, 12 estaven estudiant i 10 estaven classificades com a «altres inactius».

### Ingressos
El 2009 a Vouhé hi havia 161 unitats fiscals que integraven 380 persones, la mediana anual d'ingressos fiscals per persona era de 15.588 €.

### Activitats econòmiques
Dels 9 establiments que hi havia el 2007, 1 era d'una empresa alimentària, 1 d'una empresa de fabricació d'altres productes industrials, 1 d'una empresa de construcció, 4 d'empreses de comerç i reparació d'automòbils i 2 d'empreses d'hostatgeria i restauració.
Dels 4 establiments de servei als particulars que hi havia el 2009, 1 era un taller de reparació d'automòbils i de material agrícola, 1 guixaire pintor i 2 restaurants.
L'any 2000 a Vouhé hi havia 27 explotacions agrícoles que ocupaven un total de 572 hectàrees.

## Poblacions més properes
El següent diagrama mostra les poblacions més properes.